# 러브 인 뉴욕
《러브 인 뉴욕》(Addiction: A 60's Love Story)은 미국에서 제작된 테이트 스타인시크 감독의 2015년 범죄, 스릴러, 드라마 영화이다. 이안 하딩 등이 주연으로 출연하였고 맥스 본스타인 등이 제작에 참여하였다.

## 출연

### 주연
- 이안 하딩
- 이반나 린치

### 조연
- 브라이언 커윈
- 폴리 드래퍼
- 마이클 바다루코
- 브렌단 섹스톤
- 레이 산티아고
- 캐롤 케인
- 리오 피츠패트릭
- 해피 앤더슨

## 기타
- 미술: A.R. 브룩 린
- 세트: 킴 피셔
- 의상: 줄레마 그리핀
- 배역: 주디 보먼